# Noites Negras de Azul
Noites Negras de Azul é o quinto álbum de estúdio da banda portuguesa de rock UHF. Editado em junho de 1988 e foi o primeiro registo do contrato com a Edisom.
Noites Negras de Azul é um trabalho auto produzido por António Manuel Ribeiro. Trata-se do álbum mais "negro" dos UHF, com alguma influência da ala cinzenta do rock alternativo de Manchester, e marcado pela ressaca do sucesso vivido pelo líder da banda no boom do rock português, no início dos anos oitenta. Os textos das canções são uma retrospeção de estórias pessoais do autor, caso de "Nove Anos", "Quero Estoirar", "Na Tua Cama", "Sonhos na Estrada de Sintra" e "Íntimo (regresso do inferno)".
A banda sofreu nova alteração com as saídas do baixista Fernando Delaere e do baterista Rui Beat Velez entrando, respetivamente, Xana Sin e Luís Espírito Santo. Renato Gomes, guitarrista e ex membro da banda, foi convidado para participar no tema "Sonhos na Estrada de Sintra".
A canção "Na Tua Cama", primeiro single lançado,[carece de fontes?] foi estreada no dia 20 de abril de 1988 no Estádio da Luz  perante 120 mil pessoas, numa atuação durante o intervalo do jogo da Taça dos Clubes Campeões Europeus que apôs o Benfica ao Steaua de Bucareste. Pela primeira vez, um artista lançava uma nova canção fora do espaço radiofónico ou televisivo privilegiando uma plateia de futebol. Tratou-se de um inovador golpe de marketing musical valorizado pela imprensa da época. O single manteve a liderança no top de vendas durante várias semanas. A canção teve a participação de Gil nas teclas e Luis San Payo na bateria.[carece de fontes?] O tema "Nove Anos" foi escrito de relance no dia em que José Afonso faleceu. Trata-se de um texto focado na vida do artista – viagem incerta, conquistas e falhanços – onde se incluí o aplauso, o esquecimento e muitas interrogações. Uma canção de reflexão para António M. Ribeiro. Em julho, saiu para o mercado o segundo single "Em Violência", com o tema "Completamente Infiel" no lado B.
A capa do álbum é uma reprodução do painel da pintora Teresa Dias Coelho. Na edição de vinil podemos contemplar uma fotografia de Luís de Vasconcelos tirada no Santuário de Nossa Senhora do Cabo Espichel, onde a banda realizou uma sessão fotográfica.
Noites Negras de Azul atingiu a quarta posição no top nacional de vendas, sendo galardoado com disco de ouro. Para a digressão os UHF convidaram Rui Beat Velez, passando o palco a ser ocupado em simultâneo com dois bateristas.
Na celebração dos vinte anos do lançamento do disco, Noites Negras de Azul foi reeditado em disco compacto em 2008 pela AM.RA Discos.[carece de fontes?]

## Lista de faixas
O álbum de vinil (LP) é composto por oito faixas em versão padrão. António Manuel Ribeiro é compositor em todas elas.
| Lado A |                                |                    |         |  |
| N.º    | Título                         | Compositor(es)     | Duração |  |
| 1.     | "Nove Anos"                    | António M. Ribeiro | 4:00    |  |
| 2.     | "Completamente Infiel"         | António M. Ribeiro | 4:42    |  |
| 3.     | "Quero Estoirar; E Uma Oração" | António M. Ribeiro | 5:17    |  |
| 4.     | "Noites Negras de Azul"        | António M. Ribeiro | 5:08    |  |

| Lado B         |                                |                    |         |  |
| N.º            | Título                         | Compositor(es)     | Duração |  |
| 1.             | "Na Tua Cama"                  | António M. Ribeiro | 4:37    |  |
| 2.             | "Em Violência"                 | António M. Ribeiro | 3:15    |  |
| 3.             | "Sonhos na Estrada de Sintra"  | António M. Ribeiro | 6:18    |  |
| 4.             | "Íntimo (regresso do inferno)" | António M. Ribeiro | 3:32    |  |
| Duração total: | Duração total:                 | Duração total:     | 35:69   |  |

## Membros da banda
- António Manuel Ribeiro (vocal, guitarra e teclas) [2]
- Rui Rodrigues (guitarra) [2]
- Xana Sin (baixo e vocal de apoio) [2]
- Luís Espírito Santo (bateria) [2]

Convidados
- Renato Gomes (guitarra solo) [4]
- Ana Cristina Seabra (baixo acústico)
- Luís San Payo (bateria)[carece de fontes?]
- Gil (teclas)[carece de fontes?]
- Renato Júnior (piano)